# Aina Calvo
Aina María Calvo Sastre, née le 13 mai 1969 à Palma, est une femme politique espagnole membre du Parti socialiste ouvrier espagnol (PSOE).

## Vie privée
Aina María Calvo Sastre naît le 13 mai 1969 à Palma, sur l'île de Majorque. Elle est mariée avec un professeur de l'université des îles Baléares.

## Études et carrière
Aina Calvo obtient en 1992 une licence en philosophie et lettres, puis un doctorat en sciences de l'éducation en 1997. En 2000, elle devient professeur des universités inscrite au département de pédagogie et de psychologie appliquées de l'université des îles Baléares (UIB).

## Vie politique

### Aux îles Baléares
C'est en 2002 qu'Aina Calvo adhère au Parti socialiste ouvrier espagnol (PSOE), deux ans après avoir participé en tant que personnalité indépendante à une table ronde lors du congrès du Parti socialiste des îles Baléares-PSOE (PSIB-PSOE).
Lors des élections régionales du 28 mai 2003, elle est investie par le PSIB-PSOE en 8e position sur la liste de Francesc Antich dans la circonscription de Majorque. Élue au Parlement des îles Baléares, elle démissionne au bout d'un an afin de devenir sous-directrice générale de la Coopération et de la Promotion culturelle extérieure du ministère des Affaires étrangères.
Lors des élections municipales du 27 mai 2007, elle se présente en tête de liste du PSOE à Palma. Les résultats permettent d'envisager la formation d'une majorité entre les listes du Parti socialiste, de l'Union majorquine (UM) et du Bloc pour Majorque (es) (BLOC). Cependant, le chef de file de l'UM Miquel Nadal souhaite, en échange de son soutien, occuper la mairie pendant deux ans. En dépit des pressions du secrétaire général du PSIB-PSOE Francesc Antich et de la première vice-présidente du gouvernement espagnol María Teresa Fernández de la Vega, Aina Calvo refuse et réaffirme sa volonté d'exercer la fonction de maire pendant quatre ans. Après un entretien téléphonique avec elle, la présidente de l'UM Maria Antònia Munar force Miquel Nadal à renoncer à ses ambitions. Aina Calvo est ainsi élue maire de Palma le 16 juin suivant avec l'appui du BLOC, avec qui elle forme une coalition, et de l'UM, mettant fin à 16 ans de pouvoir du Parti populaire (PP).
Elle perd le pouvoir des élections municipales du 22 mai 2011. Tandis que le PP de Mateu Isern décroche la majorité absolue avec 17 conseillers municipaux sur 29, la liste d'Aina Calvo perd près de 12 000 voix, 8,5 points de pourcentage et 2 de ses 11 conseillers municipaux en quatre ans. Elle se voit devancée par celle du PP dans ses fiefs traditionnels de Son Oliva, Es Rafal, Son Cladera, Son Gotleu  et Son Sardina. Elle devient alors la porte-parole du groupe socialiste jusqu'en 2015. Elle renonce en septembre suivant à se présenter aux élections générales anticipées du 20 novembre.
Dans la perspective du XXXVIIIe congrès fédéral du PSOE, elle prend le parti de Carme Chacón face à Alfredo Pérez Rubalcaba, qui l'emporte. Elle renonce ensuite à postuler au secrétariat général du PSIB-PSOE, qui revient à Francina Armengol, soutien de Rubalcaba. Elle annonce en novembre 2013 son intention de se présenter à l'élection primaire ouverte pour la désignation du chef de file aux élections autonomiques du 24 mai 2015. Lors du vote, le 6 avril 2014, elle est défaite par Francina Armengol, avec 45,4 % des voix.

### Au niveau national
Pour le XXXIXe congrès socialiste en 2017, Aina Calvo, qui s'était retirée deux ans auparavant de la vie politique, appuie la candidature de Susana Díaz et organise même une rencontre avec des militants à ce sujet à Palma aux cotés de l'ancien président du gouvernement José Luis Rodríguez Zapatero. Après que le vainqueur, Pedro Sánchez, a accédé au pouvoir en juin 2018, elle est choisie par le ministre des Affaires étrangères Josep Borrell pour prendre la direction de l'Agence espagnole de coopération internationale pour le développement (AECID), une proposition ratifiée le 6 juillet par le conseil d'administration.
En février 2020, elle est choisie de manière inattendue pour prendre le poste de déléguée du gouvernement dans les îles Baléares, alors qu'il semblait admis que le titulaire par intérim Ramón Morey serait reconduit. Sa nomination par le gouvernement Sánchez II intervient en Conseil des ministres le 11 février. Bien qu'elle ait eu d'importants désaccords avec Francina Armengol, désormais présidente de la communauté autonome, celle-ci ne semble pas s'être opposée à sa nomination.
À la suite de la formation du gouvernement Sánchez III, la nouvelle ministre de l'Égalité Ana Redondo annonce le 5 décembre 2023 qu'Aina Calvo a été nommée secrétaire d'État à l'Égalité et contre la Violence de genre par le Conseil des ministres. Son titre est transformé un mois plus tard en « secrétaire d'État à l'Égalité et à l'Éradication des violences faites aux femmes ». Le 29 mai 2025, le ministre de l'Intérieur Fernando Grande-Marlaska fait connaitre son intention de la nommer secrétaire d'État à la Sécurité en remplacement de Rafael Pérez, démissionnaire après cinq ans en fonction. Elle est officiellement nommée en Conseil des ministres cinq jours plus tard et cède ses désormais anciennes fonctions à la députée María Guijarro.